# Una storia milanese
Una storia milanese è un film del 1962 diretto da Eriprando Visconti.
Il film è una produzione italo-francese e fu presentato alla XXIII edizione del Festival di Venezia. Fu l'esordio cinematografico del regista.

## Trama
Durante l'inverno milanese sboccia l'amore tra Giampiero e Valeria, due ragazzi della borghesia cittadina. La ragazza rimane incinta, ma dopo una lunga riflessione decide di rinunciare all'amore del giovane e di abortire, senza che il suo fidanzato abbia nulla da obiettare.

## Critica
«Ambizioni letterarie... In seguito farà ben di peggio».** 